# محروقة
محروقة هي قرية من قرى وادي الشاطئ في ليبيا، تبعد عن براك حوالي ثلاثون كيلومترا، وقد وقعت بها معركة مشهورة ضد الاحتلال الإيطالي، وكانت هذه المعركة بقيادة المجاهد عبد الله البوسيفي، حيث صمد المجاهدون قرابة الست ساعات في قارة محروقة ذات التمركز الجيد لما فيها من جبال وطريق الدخول وادي بين الجبال.